# La Chapelle (película)
La Chapelle es una película de República del Congo filmada en colores dirigida por Jean-Michel Tchissoukou sobre su propio guion que se estrenó en 1979 y tuvo como actores principales a Alphonse D'Oliviera, Segolo Dia Manungu, Albert M'Bou y Gaston Samba. La película, que fue rodada en la República del Congo, estuvo nominada en el Festival de Cine Tres Continentes de Nantes para el Premio Montgolfiere de Oro y ganó el Premio a la Autenticidad en el Festival Panafricano de Cine y Televisión de Uagadugú (Fespaco) realizado en Burkina Faso en 1981.

## Sinopsis
La película trata, con cierto tono humorístico, acerca de las tensiones entre las religiones africanas precoloniales y la Iglesia católica en la década de 1930. Cuando se asienta una misión católica en una aldea ubicada a unos treinta kilómetros del centro administrativo de la región encuentra que los lugareños están apegados a sus tradiciones, y se establece un juego político en el que intervienen las autoridades gubernamentales, el jefe de la aldea y el sacristán además del instructor y un joven maestro con ideas modernistas que acaban de llegar a la aldea, gracias al cual el sacerdote tiene la intención de extender su influencia.

## Reparto
Intervinieron en la película los siguientes intérpretes:
- Alphonse D'Oliviera
- Segolo Dia Manungu
- Albert M'Bou
- Gaston Samba

La película contó además con la participación de actores del Centre de formation et de recherche en art dramatique -Centro de Formación e Investigación en Arte Dramático- (Cfrad), de Brazzaville.